# What You Won't Do for Love
Singles de Bobby Caldwell
My Flame
(1979)
What You Won't Do for Love est un single de Bobby Caldwell issu de l'album Bobby Caldwell (en) (1978).
Premier single de l'artiste, c'est aussi sa chanson phare. Le titre a atteint la 9e place du Billboard Hot 100.
La chanson a été notamment reprise par Go West et Boyz II Men  et samplée pour le titre Do for Love (1998) de 2Pac et Boy You Knock Me Out (1998) Tatyana Ali et Will Smith.